# Енріко Кредендіно
Енріко Кредендіно (італ. Enrico Credendino, нар. 21 січня 1963, Турин) - італійський адмірал, начальник генерального штабу ВМС Італії з 2021 року.

## Біографія
Енріко Кредендіно народився 21 січня 1963 року у Турині. У 1980 році вступив до Військово-морської академії в Ліворно, яку закінчив 1984 році у званні гардемарина. Протягом 1984-1985 років ніс службу на борту крейсерів-вертольотоносців «Вітторіо Венето» та «Андреа Доріа», і на борту есмінця КРО «Ардіто».
З серпня 1992 року по вересень 1993 року командував сторожовим кораблем «Спіка». З 1995 по 1997 рік ніс службу у Військово-морської академії. З жовтня 2000 року по жовтень 2001 року командував фрегатом «Маестрале», після чого до вересня 2002 року командував 1-ю ескадрою сторожових кораблів (італ. COMSQUAPAT1). З жовтня 2002 року знову ніс службу у Військово-морській академії.
Протягом 2006-2007 років командував есмінцем «Франческо Мімбеллі». З січня 2008 року був керівником департаменту генерального штабу збройних сил Італії, з листопада 2010 року по липень 2011 року був заступником керівника департаменту загального планування генерального штабу ВМС Італії. 1 липня 2011 року отримав звання контрадмірала і того ж міцяця був призначений заступником командувача флоту. Протягом 2011-2013 років був командувачем італійсько-іспанської десантної групи (італ. Forza anfibia italo-spagnola). 
З 6 серпня по 7 грудня 2012 року Енріко Кредендіно був командувачем європейського військово-морського угруповання EUNAVFOR, що брало участь в операції «Аталанта» по боротьбі з піратством біля узбережжя Сомалі.
З серпня 2013 року - начальник 3-го відділу загального планування генерального штабу ВМС Італії. У 2014 році отримав звання дивізійного адмірала. 
18 травня 2018 року Енріко Кредендіно був призначений командувачем операції «EU NAVFOR MED» (Операція «Софія»), спрямованої проти незаконного трафіку мігрантів ц центральному Середземномор'ї.
1 січня 2019 року отримав звання ескадреного адмірала. З 12 березня 2020 року був призначений командувачем військово-морських шкіл італійського флоту (італ. Comando scuole della Marina Militare, MARICOMSCUOLE).
З 16 липня 2021 року - командувач оперативних сил флоту (CINCNAV).
6 листопада 2021 року Енріко Кредендіно був призначений начальником генерального штабу ВМС Італії.

## Нагороди
- Кавалер Військового ордена Італії
- Офіцер Військового ордена Італії
- Офіцер Ордена «За заслуги перед Італійською Республікою»
- Кавалер Великого хреста Ордена «За заслуги перед Італійською Республікою»
- Маврикіанська медаль заслуг за 10 п'ятиліть бездоганної військової кар'єри
- Золота медаль заслуг за довголітнє командування
- Срібна медаль за довголітнє судноводіння (15 років)
- Золотий хрест за вислугу років
- Командор Ордена Заслуг pro Merito Melitensi
- Пам'ятна медаль за участь в операції «Аталанта»
- Пам'ятна медаль за участь в операції «Sophia»
- Стрічка заслуг генерального штабу збройних сил Італії.